# Kobina Bucknor
Kobina Bucknor (1925–1975) foi um cientista animal e pintor ganês.

## Infância e educação
Ele nasceu em 1925 em Gold Coast, hoje Gana. Ele frequentou o St. Augustine's College em Cape Coast no nível secundário e o University College of the Gold Coast, agora Universidade de Gana, onde obteve o título de Bacharel em Ciências em Zoologia. Em 1965, obteve o título de doutor pela Universidade Cornell.

## Carreira
Após concluir seus estudos, ele se juntou à equipe da Academia de Ciências de Gana. Mais tarde, ele foi para a Universidade Cornell, onde voltou para trabalhar no Instituto de Pesquisa Animal em Gana, onde ocupou o cargo de diretor.
Ele realizou sua primeira exposição em Accra em 1966. Ele trabalhou como pesquisador científico com doutorado em biologia. Ele também atuou como presidente do conselho de diretores do Conselho de Artes de Gana.

## Trabalhos
Bucknor usou um estilo chamado "idioma escultural" em suas pinturas que retratam a vida e a cultura em Gana. Este estilo, afirmou ele, foi inspirado nas esculturas silenciosas de madeira da África.
Algumas de suas obras incluem:
- Apofo Edodwir (A Chegada da Frota Pesqueira, Baía de Elmina)
- Kadodo- Atsia (O espírito das Danças Agodzo)
- No Mercado de Peixes e Vegetais
- Calabash Musiga

## Vida pessoal
Seu filho era o ator ganês Charles Kofi Bucknor.